# Olo e Canadelo
Olo e Canadelo (oficialmente: União das Freguesias de Olo e Canadelo) é uma freguesia portuguesa do município de Amarante, com 19,51 km² de área e 434 habitantes (censo de 2021). A sua densidade populacional é 22,2 hab./km².

## História
Foi constituída em 2013, no âmbito de uma reforma administrativa nacional, pela agregação das antigas freguesias de Olo e Canadelo com sede em Olo.

## Demografia
A população registada nos censos foi:
| Distribuição da População por Grupos Etários | Distribuição da População por Grupos Etários | Distribuição da População por Grupos Etários | Distribuição da População por Grupos Etários | Distribuição da População por Grupos Etários | Distribuição da População por Grupos Etários |
| -------------------------------------------- | -------------------------------------------- | -------------------------------------------- | -------------------------------------------- | -------------------------------------------- | -------------------------------------------- |
| Antes da agregação                           |                                              |                                              |                                              |                                              |                                              |
| Ano                                          | 0-14 anos                                    | 15-24 anos                                   | 25-64 anos                                   | >= 65 anos                                   | Total                                        |
| 2001                                         | 129                                          | 121                                          | 282                                          | 131                                          | 663                                          |
| 2011                                         | 57                                           | 72                                           | 243                                          | 120                                          | 492                                          |
| Após a agregação                             |                                              |                                              |                                              |                                              |                                              |
| Ano                                          | 0-14 anos                                    | 15-24 anos                                   | 25-64 anos                                   | >= 65 anos                                   | Total                                        |
| 2021                                         | 43                                           | 36                                           | 226                                          | 129                                          | 434                                          |